# SG Cortina
SG Cortina – włoski klub hokeja na lodzie z siedzibą w Cortinie d’Ampezzo.
Poza udziałem w krajowych mistrzostwach Włoch klub uczestniczył w edycjach Pucharu Europy (10 razy), w rozgrywkach Alpenligi, a w 2016 przystąpił do międzynarodowych rozgrywek Alps Hockey League.

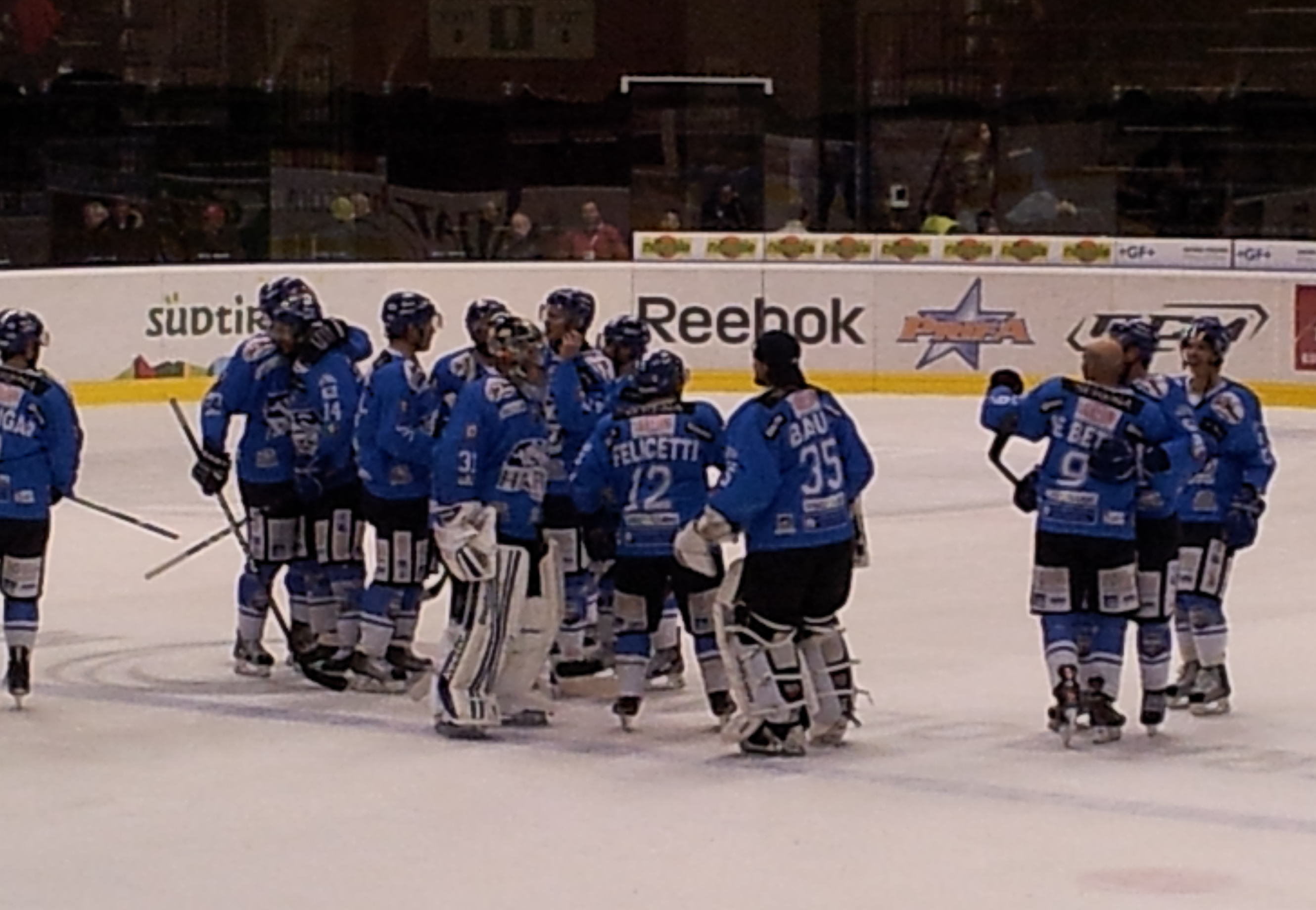
Drużyna klubu po zdobyciu Pucharu Włoch 2012

## Sukcesy
- Złoty medal mistrzostw Włoch: 1932, 1957, 1959, 1961, 1962, 1964, 1965, 1966, 1967, 1968, 1970, 1971, 1972, 1974, 1975, 2007
- Puchar Włoch: 1973, 1974, 2012
- Trzecie miejsce w Pucharze Europy: 1971

## Szkoleniowcy
Jako trenerzy pracowali w klubie: Slavomír Bartoň, Doug McKay, Marek Ziętara, Miroslav Fryčer.